# Helicops hagmanni
Helicops hagmanni — вид змій родини полозових (Colubridae). Мешкає в Південній Америці.

## Поширення і екологія
Helicops hagmanni мешкають в Амазонії, на території Бразилії, Венесуели, Колумбії і Перу. Вони живуть у вологих рівнинних тропічних лісах, на берегах стоячих річок і боліт. Зустрічаються на висоті до 250 м над рівнем моря. Ведуть напівводний спосіб життя, живляться рибою, відкладають яйця.